# Premio Ignacio Ellacuría de Cooperación para el Desarrollo
El Premio Ignacio Ellacuría de Cooperación para el Desarrollo es un galardón creado por el Gobierno Vasco para premiar anualmente a organizaciones locales de países empobrecidos, iniciativas de organizaciones vascas y personas (vascas o del ámbito internacional), que hayan destacado por su trabajo en pro del desarrollo. El nombre del premio rememora al conocido jesuita teólogo de la liberación asesinado por el ejército de El Salvador el 16 de noviembre de 1989. El galardón los gestiona eLankidetza, la Agencia Vasca de Cooperación para el Desarrollo.
Este galardón, creado por el decreto 189/2008, de 18 de noviembre, supone una redefinición y ampliación (geográfica y de objeto) del premio 'Premio a la persona cooperante vasca', instituido en 1991 con el nombre 'Premio al Cooperante Vasco', que mantuvo hasta que fue cambiado en 2000. En esta primera fase se premiaba a una persona del País Vasco que había destacado por su labor en favor de países y poblaciones en vías de desarrollo.

## Galardonados

### Premio «Ignacio Ellacuría» de cooperación para el desarrollo[4]
- 2023: Seynabou Male Cissé.[5]
- 2022: Vandana Shiva.[6]
- 2021: Articulación Feminista de Nicaragua y Asociación Madres de Abril[7]
- 2019: Anna Ferrer.[8]
- 2018: Mikel Ayestaran Aierra.[9]
- 2017: Aurora Lolita Chávez (Guatemala).[10]
- 2012: Red Vasca de Apoyo a la Unión Nacional de Mujeres Saharauis, 'ex aequo' con Begoña Etayo Ereña.[11]
- 2011: Fundación Inversión y Ahorro Responsable (Bilbao).[12]
- 2010: Asociación de Mujeres por la Dignidad y la Vida, Las Dignas (El Salvador).
- 2009: Coordinadora de ONGD de Euskadi, institución que representa a ONGDs de Euskadi.

### Premio a la persona cooperante vasca / Premio al Cooperante Vasco[13]
- 2007: Alfonso Dubois, presidente de Hegoa y promotor de la Coordinadora de ONGDs de Euskadi.
- 2006: Pedro Arrambide, Hermano de La Salle y fundador de la ONGD PROYDE.
- 2005: Gurutze Irizar, trabajadora en favor de los derechos de los saharauis refugiados.
- 2004: Miren Eguiguren, cooperante en Venezuela.
- 2003: (No se convocó por problemas de gestión)
- 2002: Manuel Eguiguren, obispo auxiliar del Beni (Bolivia).
- 2001: Luis María Pérez de Onraita, obispo misionero de Malanje (Angola).
- 2000: Iñigo Egiluz, cooperante de la ONGD PTM (ahora Mundubat) asesinado en Colombia por los paramilitares.
- 1999: Manuel Carlos Martínez, párroco en Bogotá.
- 1998: Mertxe Brosa, trabajadora en favor de los derechos de la mujer en Nicaragua.
- 1997: Miren Aranzadi, misionera trabajando en favor de los derechos de la mujer en Zaire.
- 1996: Miguel San Sebastián, médico cooperante en Ecuador, autor del Informe Yana Curi.
- 1995: Teresa Altuna, monja cooperante en Angola.
- 1994: María Dolores Otaola, monja cooperante en Filipinas.
- 1993: Mauricio Pérez.
- 1992: Izaskun Cipitria.
- 1991: Francisco Javier Barturen, jesuita cooperante en Brasil.